# Remix EP (2)
Remix EP (2) es un álbum de remixes de temas del músico francés de electrónica Jean-Michel Jarre, publicado el 18 de diciembre de 2015 por Sony Music.

## Antecedentes
Remix EP (2) contiene nueve remixes de varios temas que Jarre compuso colaborando con diferentes artistas y que anteriormente publicó entre junio y agosto de 2015 como singles y finalmente en su álbum Electronica 1: The Time Machine. Los artistas colaboradores de Jarre son Little Boots, Lang Lang, Moby y Armin van Buuren.
A diferencia del álbum de remixes anterior, Remix EP (1), este lanzamiento no fue publicado en las plataformas de venta principales como Spotify o iTunes, sino que su difusión fue por la tienda digital Beatport. Este lanzamiento incluye cuatro remixes ganadores de un certamen de remezclas del tema «If!...», colaboración de Jarre y Little Boots, organizado por Jarre y Sony Music.

## Lista de temas
| Remix EP (2) |                                                 | |          |  |
| N.º          | Título                                          | Escritor(es)                                                                                            | Duración |  |
| 1.           | «Stardust» (Rising Star Remix)                  | • Jean-Michel Jarre • Armin van Buuren                                                                  | 5:45     |  |
| 2.           | «The Train & The River» (Rebotini-Zanési Remix) | • Jean-Michel Jarre • Lang Lang • Arnaud Rebotini (Remix) • Christian Zanési (Remix)                    | 8:07     |  |
| 3.           | «Suns Have Gone» (Thylacine Remix)              | • Jean-Michel Jarre • Richard Melville Hall • William Rezé (Remix)                                      | 4:11     |  |
| 4.           | «Suns Have Gone» (G2X Remix)                    | • Jean-Michel Jarre • Richard Melville Hall                                                             | 8:39     |  |
| 5.           | «Suns Have Gone» (Raumakustic Remix)            | • Jean-Michel Jarre • Richard Melville Hall • Sebastian Fleischerowitz (Remix) • Volker Peschel (Remix) | 6:18     |  |
| 6.           | «If!...» (Sunset Child Remix)                   | • Jean-Michel Jarre • Victoria Hesketh                                                                  | 5:15     |  |
| 7.           | «If!...» (Javi Grex Remix)                      | • Jean-Michel Jarre • Victoria Hesketh • Javier García (Remix)                                          | 4:28     |  |
| 8.           | «If!...» (Gatis Girdenis Remix)                 | • Jean-Michel Jarre • Victoria Hesketh                                                                  | 5:19     |  |
| 9.           | «If!...» (SG Remix)                             | • Jean-Michel Jarre • Victoria Hesketh • Shaan Greyling (Remix)                                         | 5:13     |  |
| 53:15        |                                                 | |          |  |